# Waha Oil Company
Pour les articles homonymes, voir Waha (homonymie).
La Waha Oil Company une coentreprise du secteur pétrolier, active en Libye, sur le champ pétrolier de Waha. Son siège est à Tripoli. Elle regroupe la National Oil Corporation (la compagnie nationale libyenne, qui détient 59,17 % des parts) et trois sociétés américaines, ConocoPhillips (16,33 %), Marathon Oil (16,33 %) et la Hess Corporation (8,17 %). Le champ de Waha produisait environ 350 000 barils par jour en 2006. 